# Påfågelfasaner
Påfågelfasaner (Polyplectron) är ett släkte med fåglar i familjen fasanfåglar inom ordningen hönsfåglar som alla förekommer i Sydostasien. Idag urskiljs vanligen åtta arter i släktet. Hanarna är 50–76 cm långa, med en gråbrunspräcklig fjäderdräkt beströdd med blå- eller grönglänsande fläckar på vingar och stjärtpennor. Honorna är bruna och cirka 20 cm kortare. Födan består av insekter, frukter och frön.
Påfågelfasaner kännetecknas bland annat av att hanarna har 2–4 sporrar på varje ben.

## Indelning
Släktet påfågelfasaner omfattar idag vanligen åtta arter:
- Palawanpåfågelfasan (P. napoleonis)
- Borneopåfågelfasan (P. schleiermacheri)
- Malackapåfågelfasan (P. malacense)
- Vietnampåfågelfasan (P. germaini)
- Hainanpåfågelfasan (P. katsumatae)
- Grå påfågelfasan (P. bicalcaratum)
- Bergpåfågelfasan (P. inopinatum)
- Sumatrapåfågelfasan (P. chalcurum)